# ميلان ميلوفانوفيتش
ميلان ميلوفانوفيتش (بالسيريلية الصربية: Милан Миловановић) مواليد 7 أغسطس 1991 في نيش، جمهورية يوغوسلافيا الاشتراكية الاتحادية، هو لاعب كرة سلة صربي. بدأ مسيرته الاحترافية في سنة 2010. يلعب في الدوري الصربي لكرة السلة كلاعب وسط. يحمل الرقم 11. يبلغ طوله 6 قدم 9 بوصة (2.1 م).

## المسيرة الاحترافية
لعب مع نادي إف إم بي لكرة السلة في موسم 2010–2011، ثم لعب مع نادي ريد ستار لكرة السلة في موسم 2012–2013، ثم لعب مع نادي ميغا لكرة السلة في موسم 2013–2014.

## روابط خارجية
- ميلان ميلوفانوفيتش على موقع الاتحاد الدولي لكرة السلة (الإنجليزية)
- ميلان ميلوفانوفيتش على موقع كرة السلة الأوروبية.كوم (الإنجليزية)
- ميلان ميلوفانوفيتش على موقع ريلجم (الإنجليزية)
- ميلان ميلوفانوفيتش على موقع بروبوليرز (الإنجليزية)
- ميلان ميلوفانوفيتش على موقع سبورتس رفرنس (الإنجليزية)